# Sanzay
Sanzay era una comuna francesa, que estaba situada en el departamento de Deux-Sèvres, de la región de Nueva Aquitania, que en 2006 pasó a ser una comuna asociada de la comuna de Argenton-les-Vallées.

## Historia
El 1 de enero de 2016, la comuna asociada de Sanzay fue suprimida cuando la comuna de Argenton-les-Vallées pasó a ser una comuna delegada de la comuna nueva de Argentonnay.

## Demografía
| Gráfica de evolución demográfica de Sanzay entre 1800 y 1999 |
|                                                              |

Los datos demográficos contemplados en este gráfico de la comuna de Sanzay se han cogido de 1800 a 1999 de la página francesa EHESS/Cassini.